# Giuseppe Beviacqua
Giuseppe Beviacqua (* 28. Oktober 1914 in Savona; † 12. August 1999 ebd.) war ein italienischer Langstreckenläufer.
Über 10.000 Meter wurde er bei den Olympischen Spielen 1936 in Berlin Elfter und gewann bei den Europameisterschaften 1938 in Paris Silber. 1946 erreichte er bei den Europameisterschaften in Oslo über diese Distanz nicht das Ziel. 1949 siegte er beim Giro al Sas.
Sechsmal wurde er Italienischer Meister über 5000 Meter (1938–1943), siebenmal über 10.000 Meter (1936, 1937, 1942, 1943, 1946–1948) und zweimal im Crosslauf (1949, 1950). 1938 wurde er Englischer Meister über sechs Meilen.

## Persönliche Bestzeiten
- 5000 m: 14:31,8 min, 13. September 1942, Florenz
- 10.000 m: 30:27,4 min, 3. August 1940, Stuttgart